# Natuurpark Madeira
Natuurpark Madeira (Portugees: Parque Natural da Madeira) is een beschermd landschap op het Portugese eiland Madeira dat werd opgericht op 10 november 1982. Het gebied heeft een oppervlakte van 269,39 km², waarvan 154,62 km² in 1999 werd opgenomen op de UNESCO-werelderfgoedinschrijving «Laurisilva van Madeira». Het natuurpark omvat het grootste restant van de eens wijdverspreide laurierbossen, een vegetatietype dat uitsluitend nog in Macaronesië te vinden is. Ook vallen het Centraal Bergmassief van Madeira en het schiereiland Ponta de São Lourenço onder Natuurpark Madeira. Daarnaast maken alle drie de gebieden deel uit van het Natura 2000-netwerk van de Europese Unie.

## Laurisilva van Madeira
Het UNESCO-werelderfgoedgebied Laurisilva van Madeira (Portugees: Laurissilva da Madeira) valt geheel (154,62 km²) binnen de grenzen van Natuurpark Madeira. De laurierbossen bedekken een reeks steile valleien tussen 300 en 1.300 meter hoogte, op plekken waar de luchtvochtigheid en neerslag het hoogst zijn. Het merendeel van de laurierbossen is waarschijnlijk nooit gekapt geweest en herbergt enkele eeuwenoude bomen. Sommige exemplaren zijn meer dan 800 jaar oud en groeiden er al voordat het eiland bewoond werd. Het gebied is van groot belang voor de bescherming van de biodiversiteit en herbergt ten minste 76 vaatplanten die endemisch zijn voor Madeira. Soorten uit de laurierfamilie als de stinklaurier (Ocotea foetens), Canarische laurier (Laurus novocanariensis), barbujanalaurier (Apollonias barbujana) en madeiramahonie (Persea indica) zijn dominant. Varens worden vooral aangetroffen in de schaduwrijke valleien en mossen en levermossen bedekken grote delen van de bosbodem, rotsen en boomstammen. Er komen dertien levermossen en twintig mossen voor die op Europese schaal bedreigd zijn.

### Fauna van de laurierbossen
In de laurierbossen van Madeira leven meerdere endemische diersoorten, waaronder de trocazduif (Columba trocaz). Deze voedt zich met name met de vruchten van de stinklaurier. Ook de madeiradwergvleermuis (Pipistrellus maderensis), bosvleermuis (Nyctalus leisleri), madeiragoudhaantje (Regulus madeirensis) en grote gele kwikstaart (Motacilla cinerea) voelen zich hier thuis. Daarnaast worden op de steilste kliffen enkele kolonies van de madeiragierzwaluw (Apus unicolor) gevonden en in hoger gelegen gebieden waar de bossen overgaan in heide broedt ook de houtsnip (Scolopax rusticola).

### Cultureel erfgoed
In Natuurpark Madeira is ook cultureel erfgoed te vinden. De eerste bewoners van Madeira legden irrigatiekanalen aan, bekend als levada's, die door de laurierbossen stromen en de contouren van het landschap volgen. Sommige stammen al uit de 15e eeuw en beginnen meestal bij een bron. De levada's zijn vaak 80 tot 150 cm breed en werden gemaakt van steen. Om de irrigatiekanalen te onderhouden werden er wandelpaden aangelegd, die toegang bieden aan het anders ondoordringbare laurierbos.

## Centraal Bergmassief van Madeira
Het Centraal Bergmassief van Madeira (Portugees: Maciço Montanhoso Central da Ilha da Madeira) beslaat 82,12 km² van Natuurpark Madeira. Het massief omvat enkele hoge bergtoppen, waaronder het hoogste punt van Madeira, de Pico Ruivo (1.862 m). Tussen de Pico Ruivo en Pico do Arieiro (1.818 m) broedt de gehele wereldpopulatie van de endemische en zeer zeldzame freira (Pterodroma madeira) — ook madeirastormvogel genoemd. Ze nestelen er in holen op begroeide richels op ongeveer 1.600 meter hoogte. Het aantal koppels in het massief werd in 2004 tussen de 65 en 80 geschat. Freira’s leven op zee en komen alleen aan land in het broedseizoen, tussen eind maart en half oktober. Ze kunnen dan in de avondschemering worden gehoord wanneer ze terugkeren naar hun nesten.

### Bedreigingen
In augustus 2010 woedde een hevige bosbrand in de oostelijke delen van het Centraal Bergmassief, wat voor een grote sterfte zorgde onder planten en dieren. Hoewel het herstel van het gebied weer in gang is gezet, is nog niet bekend of er blijvende schade is onder de freirapopulatie. Er werden in het betreffende jaar 25 jongen en drie volwassen vogels dood aangetroffen.

## Ponta de São Lourenço
Het schiereiland Ponta de São Lourenço ligt eveneens in Natuurpark Madeira en heeft een oppervlakte van 32,64 km², waarvan 0,82 km² in het omliggende kustgebied. De eilandjes Ilhéu do Farol en Ilhéu do Desembarcadouro vallen hier ook onder. Langstrekkende zeevogels als de Kuhls pijlstormvogel (Calonectris borealis), Bulwers stormvogel (Bulweria bulwerii) en madeirastormvogeltje (Oceanodroma castro) kunnen vanaf het schiereiland worden gezien. Op het schiereiland zelf leven onder meer soorten als Berthelots pieper (Anthus berthelotii), rotsmus (Petronia petronia) en kanarie (Serinus canaria).

## Galerij

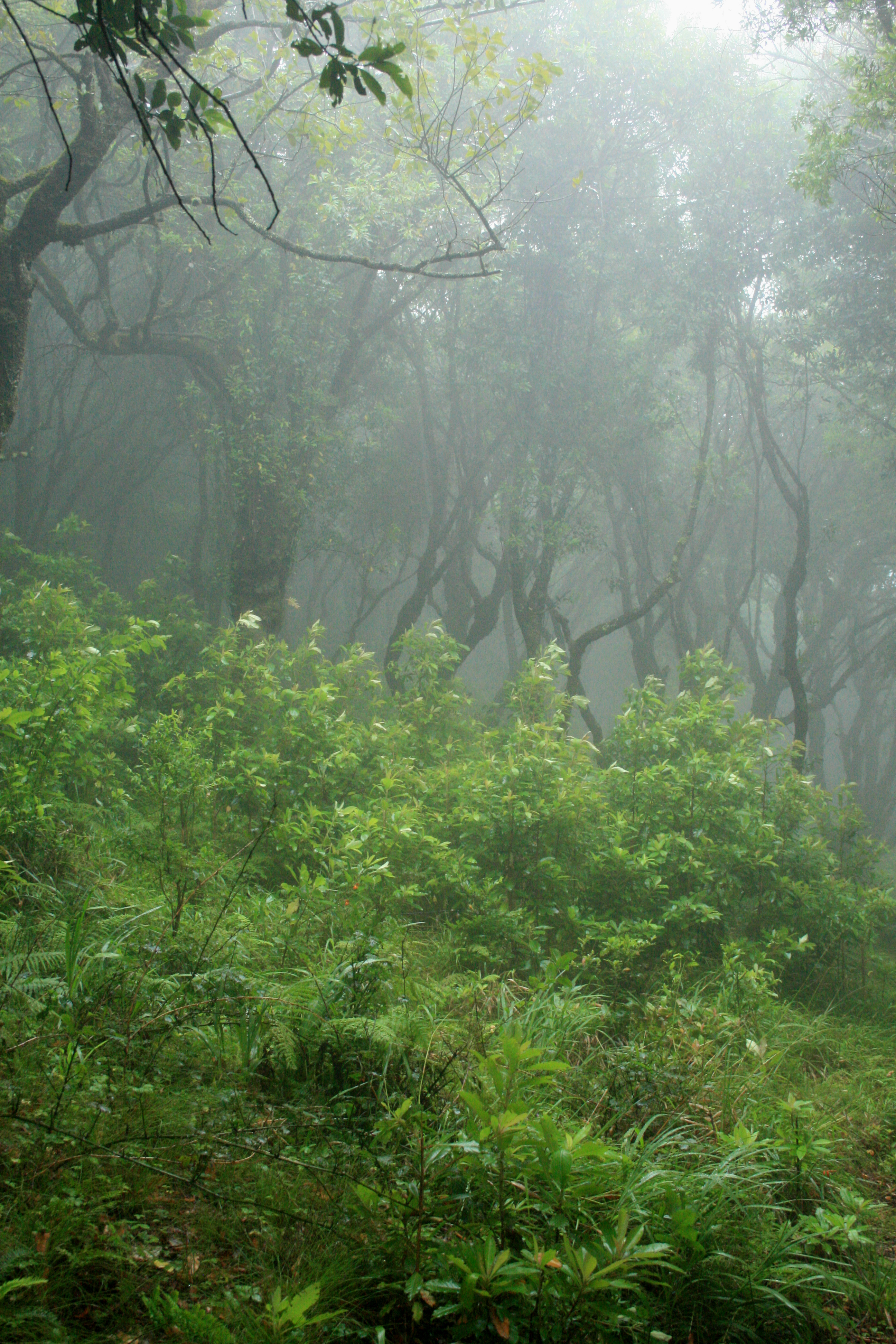
Nevel in het laurierbos.
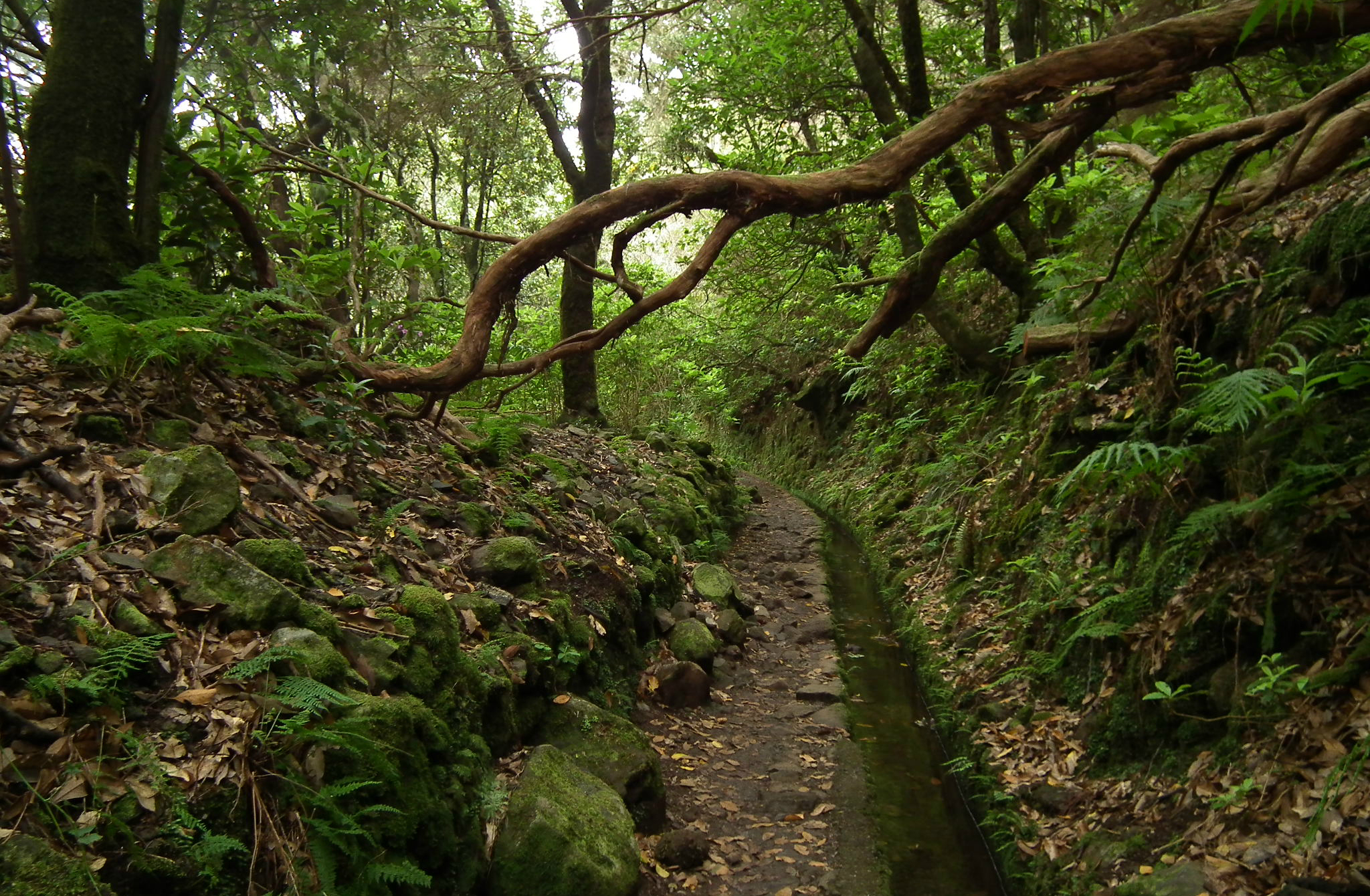
Wandelpad met levada.
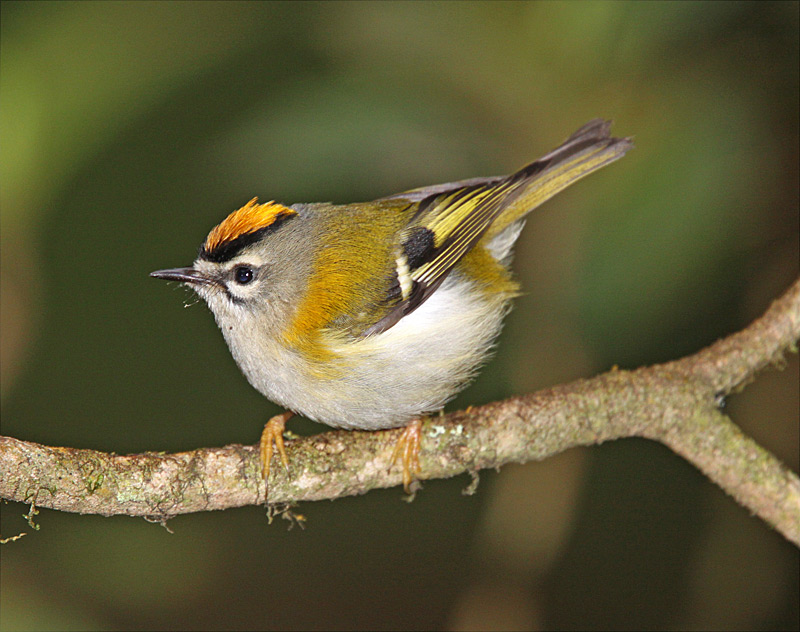
Het madeiragoudhaantje bewoont de laurierbossen van Madeira.
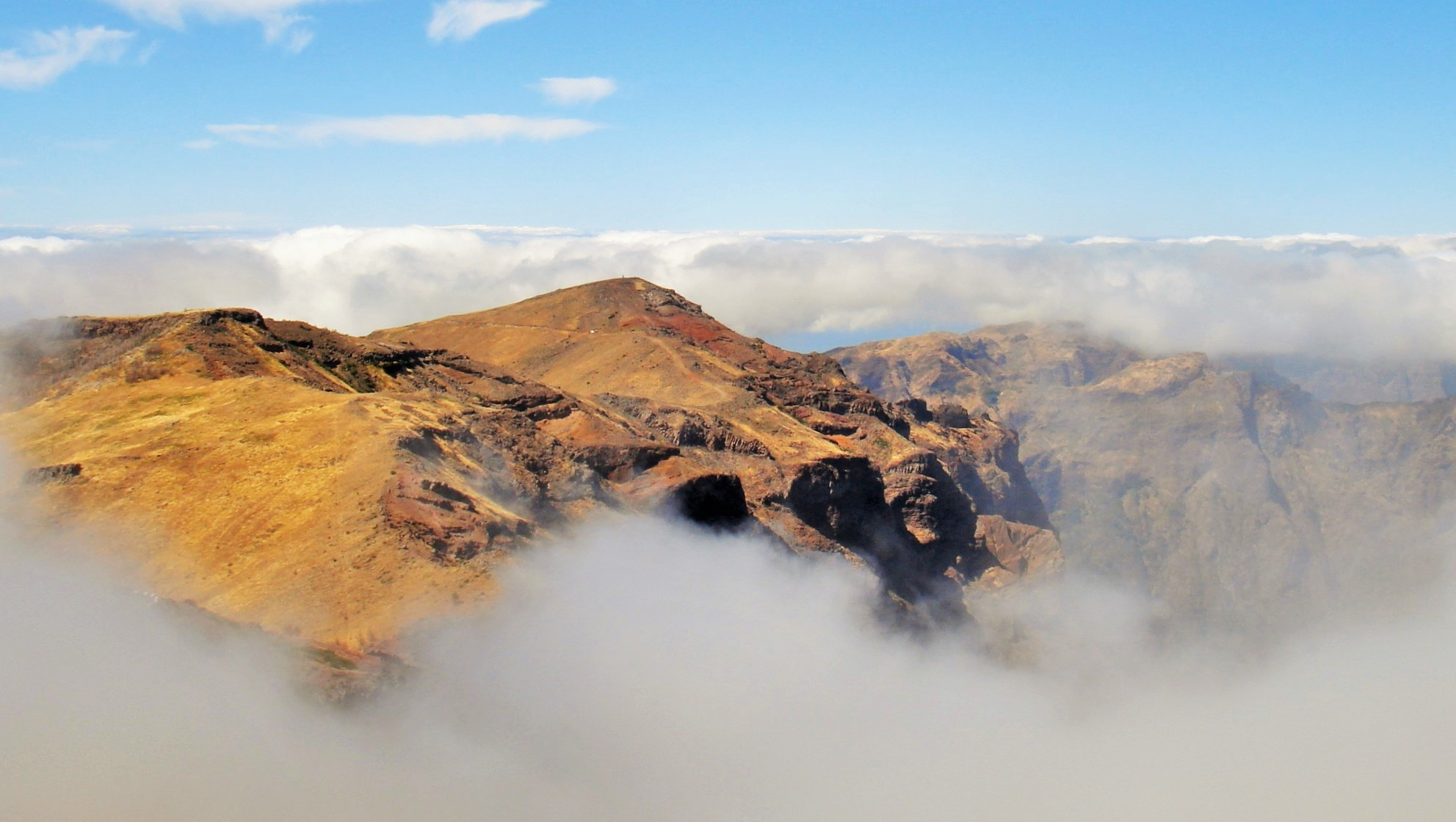
Uitzicht op de Pico do Arieiro.
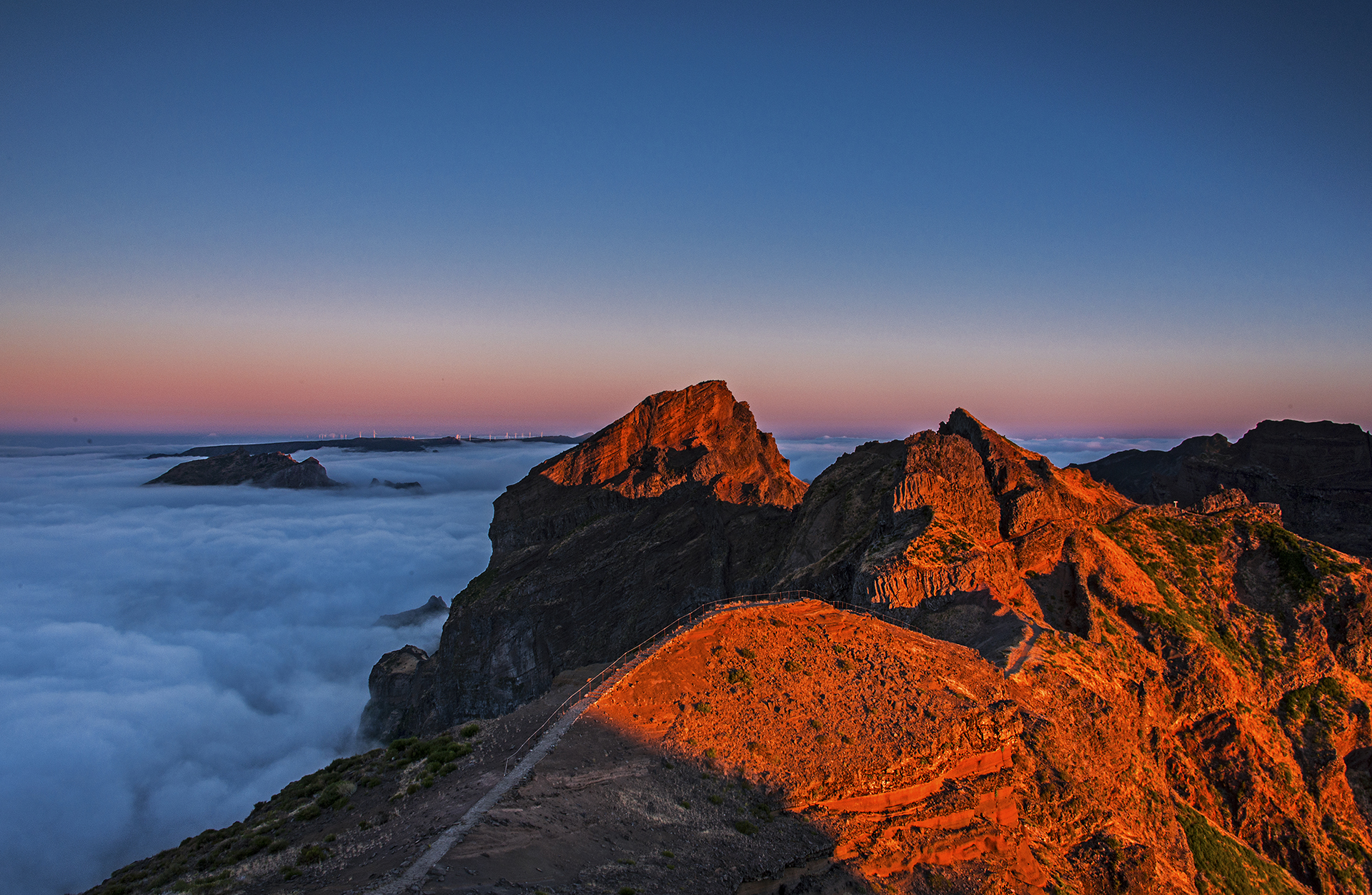
Zonsondergang over het Centraal Bergmassief.
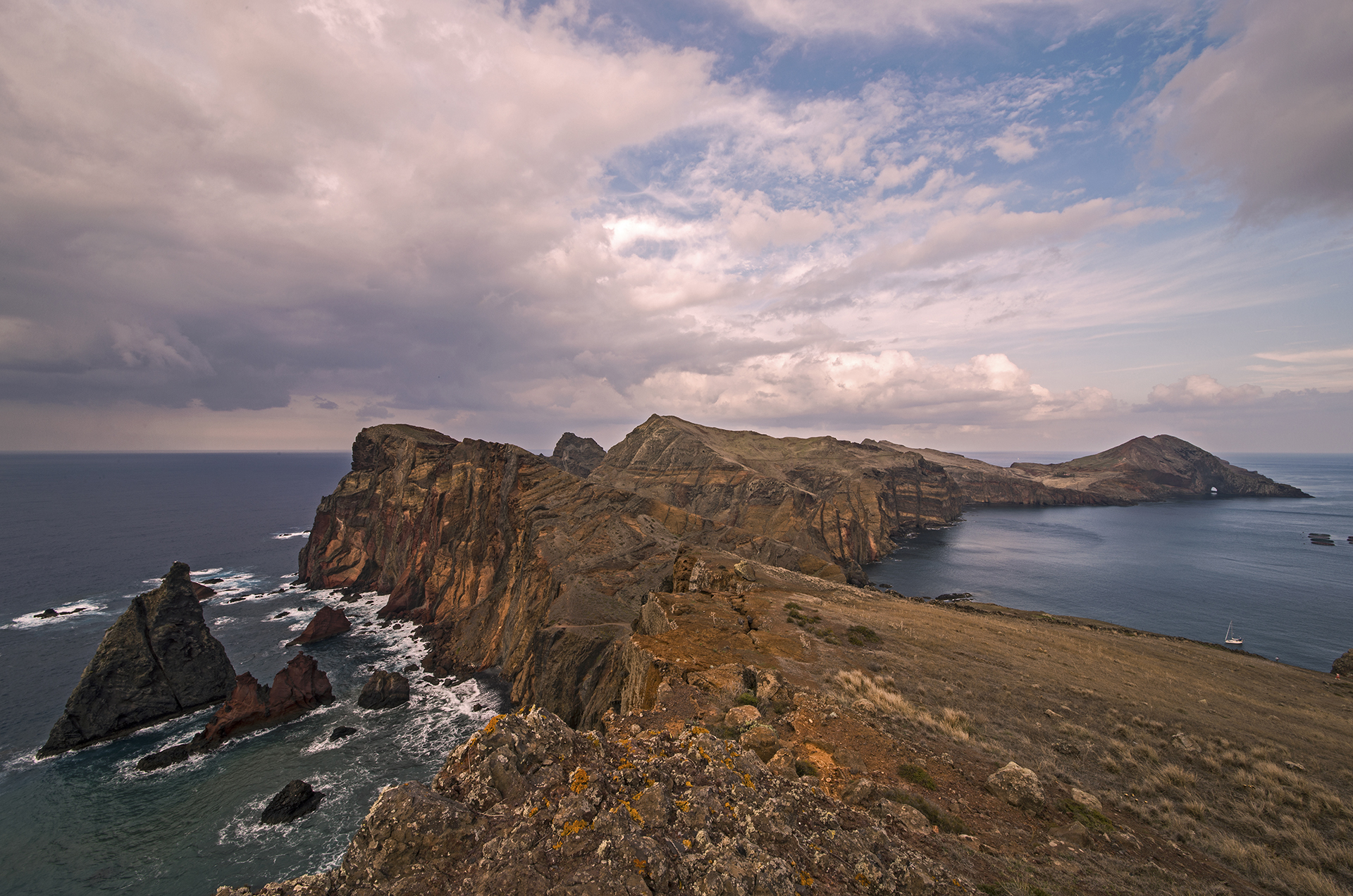
Het schiereiland Ponta de São Lourenço.
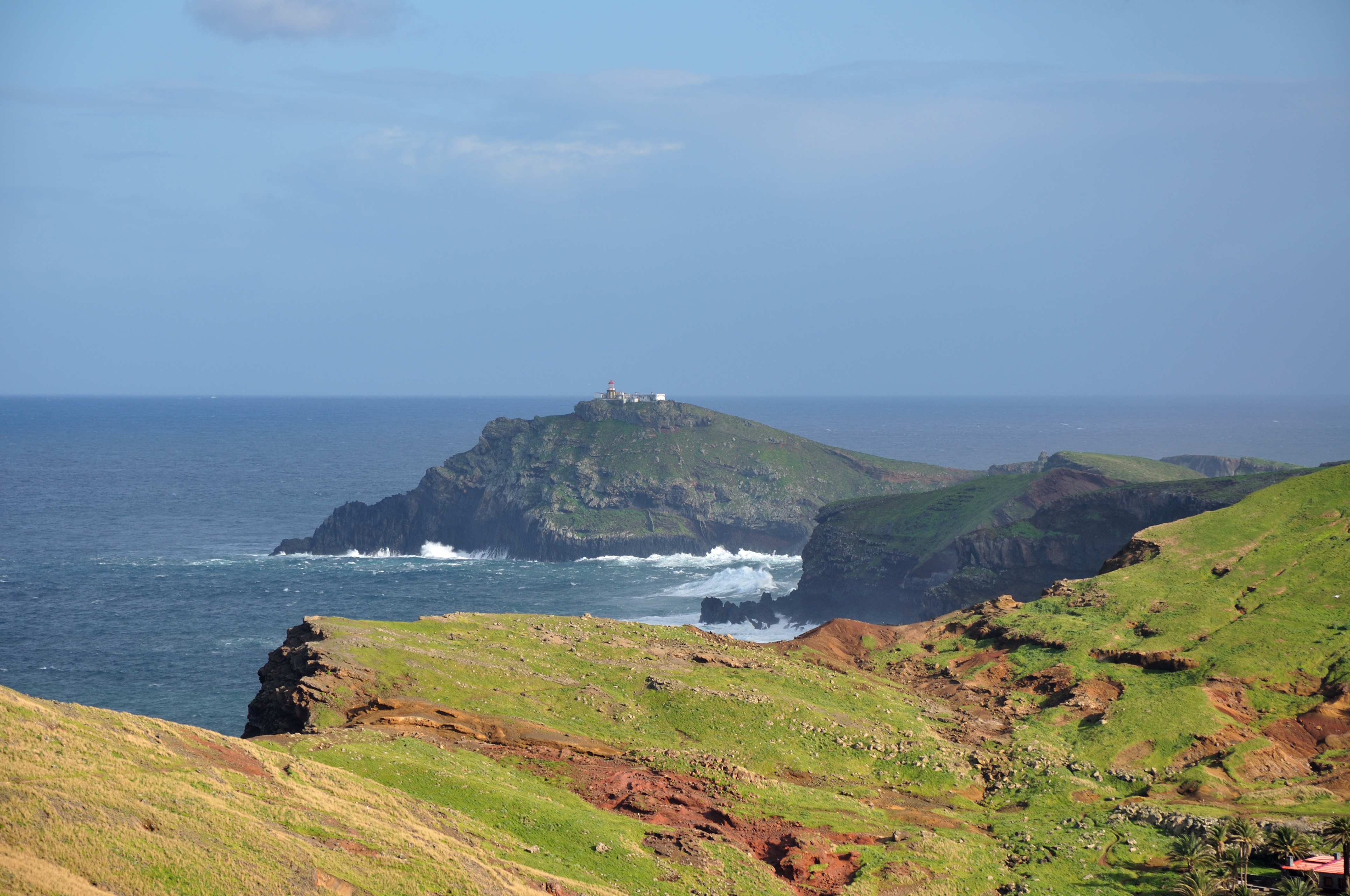
Uitzicht op het eilandje Ilhéu do Farol.